# Île Ouchakov
L'île Ouchakov ou Ushakov (russe : Остров Ушакова, ou Ostrov Ushakova) est une île isolée, située dans le Nord de la mer de Kara à 168 km à l'ouest de l'île Schmidt (Terre du Nord) et à 242 km à l'est de l'archipel François-Joseph. Sa latitude est 80° 48' N et sa longitude 79° 29' E.

## Géographie
L'île est désolée et sujette aux sévères tempêtes arctiques. Elle est proche de la limite de la banquise pérenne. Sa superficie est de 328 km2. 45 % de sa surface est couverte de glacier et son point culminant est à 294 m. La côte la plus proche est celle de l'île Vize, à 141 km au sud-sud-ouest.

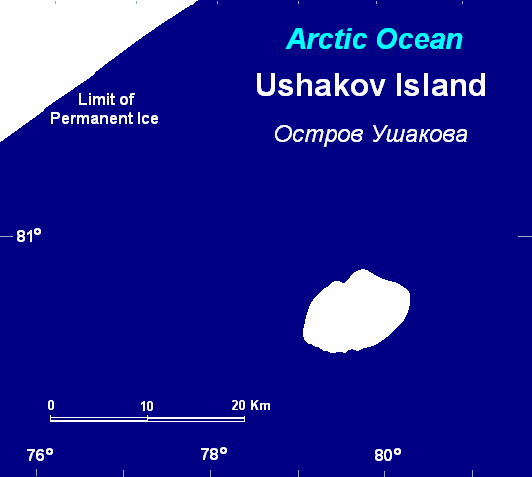
L'île Ouchakov est couverte toute l'année de glace et de neige

À cause de sa latitude extrême, la mer qui entoure l'île Ouchakov est couverte de banquise saisonnière en hiver et de floes ou de banquise de mer en été.
L'île Ouchakov est le seul endroit au niveau de la mer dans l'ensemble de l'hémisphère nord où la température n'a jamais dépassé 10 °C .

## Histoire
Cette île était le dernier morceau de territoire à découvrir dans l'Arctique soviétique. Elle a finalement été découverte en 1935 quand les quelques zones encore inexplorées dans le nord de la mer de Kara ont été examinées par des brise-glaces de l'URSS. L'expédition était dirigée par Georgi Alexeïevitch Ouchakov à bord du brise-glace Sadko (en) . L'île a ensuite été nommée après cette exploration cartographique et océanographique polaire.
Le premier hivernage dans l'île Ouchakov a été réalisé en 1954-55 et une station polaire a été créée en 1954 .
L'île Ouchakov appartient au district fédéral sibérien division administrative de la fédération de Russie .